# École nationale d'économie appliquée et de management de Cotonou
Pour les articles homonymes, voir ENAM, ENA et Ena.
L'École nationale d'économie appliquée et de management de Cotonou (ENEAM) une école qui est chargée de la formation professionnelle de ses étudiants dans les domaines de l’économie appliquée et du management des organisations,,,,,,,,,.

## Création
Créée en 1980 sous l'appellation de l’École nationale d'économie (INE) elle finira par changer de nom en 2002 et devient l'École nationale d'économie appliquée et de management. Située dans la ville de Cotonou, l'ENEAM est une entité de l'Université d'Abomey-Calavi,,.

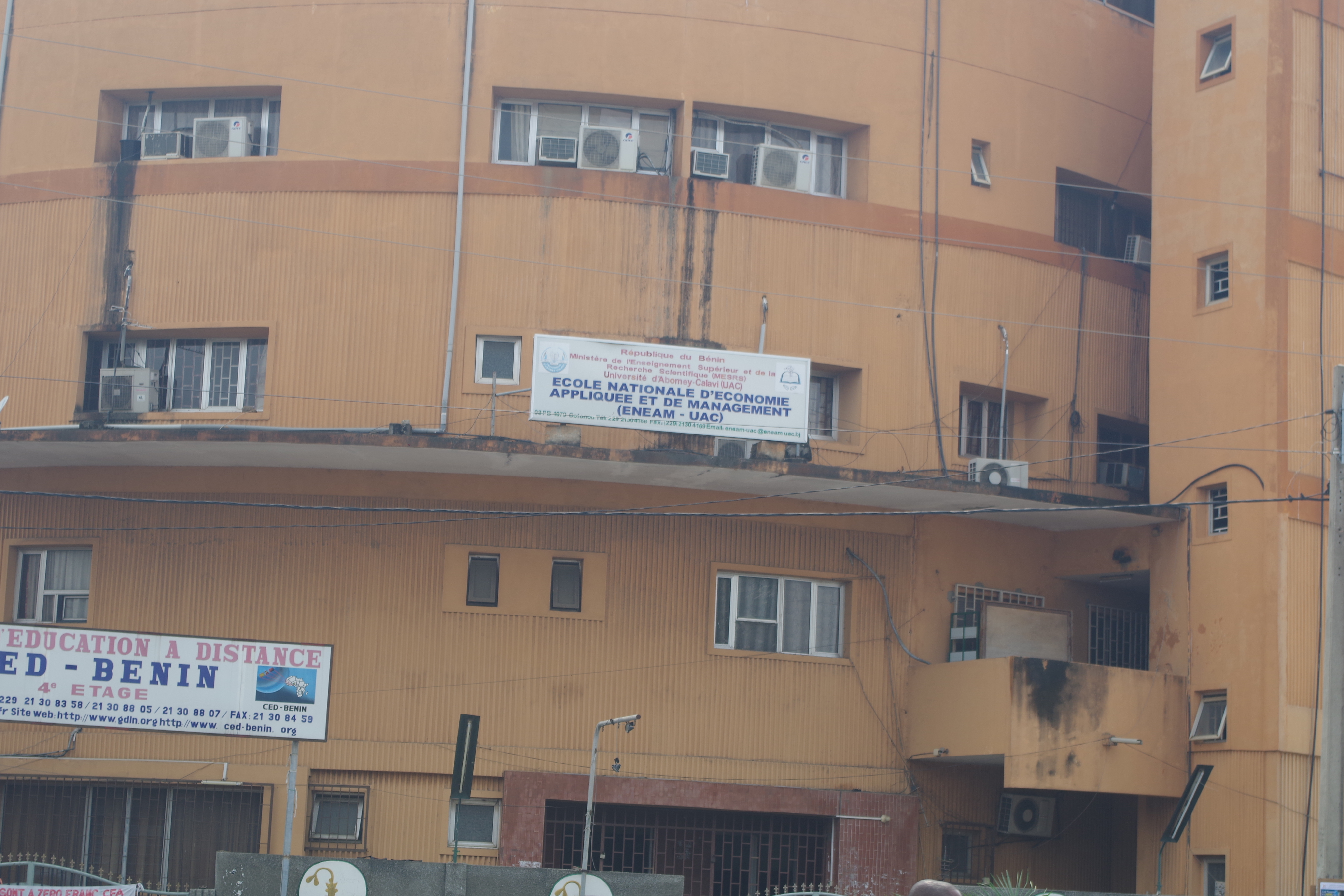
Rue de l'École Nationale d'Économie Appliquée et de Management (ENEAM) 02

## Formations
L'ENEAM offre 24 formations réparties dans cinq département : Le département de la statistique, le département de la Planification du développement, le département du management des organisations, le département de l'informatique et  expertise comptable UEMOA. Les étudiants de cette école sortent avec des diplômes tels que le diplôme d’Ingénieur des Travaux (DTI) , le diplôme d’État du BTS avec option, le diplôme d’Ingénieur ou Administrateur avec option, la licence ou le master,.

## Admission
L'admission à l'ENEAM et comme dans toutes les écoles universitaires du Bénin se fait sur demande. Une équipe du ministère de l'enseignement supérieur procède par la suite à une sélection et une orientation,.